# 오카다 유키 (1983년)
오카다 유키(일본어: 岡田 佑樹, 1983년 10월 4일 ~ )는 일본의 전 축구 선수이다.

## 구단 경력
과거 콘사돌레 삿포로, 도치기 SC, 미토 홀리호크, 후지에다 MYFC에서 활동하였다.